# Path (多倫多)
Path是加拿大多倫多市中心的一個地下街，由一組行人隧道、天橋和地面步道所組成，全長30 km（19 mi），連接着70多棟建築物及數坐地鐵車站，佔地371,600 m2（4,000,000 sq ft），至2016年為止共有1,200個店面，每日人流超過20萬人，據健力士世界紀錄是世界最大的地下購物城。